# 基底状態
基底状態（きていじょうたい、英: ground state）とは、量子力学において、系の定常状態のうち最もエネルギーの低い状態をいう。
一方で、基底状態よりも高いエネルギーの固有状態は、励起状態と呼ぶ。
分子のような少数多体系であれば、基底状態は絶対零度の波動関数を意味する。しかし固体物理学では、有限温度での状態に対しても、素励起がなく、量子統計力学で記述される熱平衡状態をもって基底状態ということがある。これらは厳密には区別すべきものである。。

## 量子力学における基底状態の定義
{\displaystyle E<0}ならば、{\displaystyle -{\hbar ^{2} \over 2m}\Delta \varphi (r)+V(r)\varphi (r)=E\varphi (r)}は、Eのある特別な値にだけ解を持ち、それらの値は飛び飛びのスペクトルを誕生させる。それらの値に対応する定常状態にはいつも系の空間の有限な範囲内だけでの運動が対応している。実際、飛び飛びのEに対する固有関数は{\displaystyle \int \left\vert \psi \right\vert ^{2}d^{3}r=\int \left\vert \varphi \right\vert ^{2}d^{3}r}が有限となる。{\displaystyle r\rightarrow \infty }で{\displaystyle \varphi (r)\rightarrow 0}になることを意味し、このような粒子を束縛状態にあるというが、すべての可能な値の中で最低のエネルギーを持つ定常状態を系の基底状態という。

## 場の理論における基底状態の定義
場の理論では基底状態は粒子の消滅演算子を用いて
{\displaystyle a|\psi \rangle =0}
が成り立つとき、{\displaystyle |\psi \rangle } を基底状態と定義される。
N粒子系ではN粒子系の基底状態、粒子が存在しない時は真空の定義である。。